# 1030年
| 千纪： | 2千纪 |
| 世纪： | 10世纪 \| 11世纪 \| 12世纪                                                                                 |
| 年代： | 1000年代 \| 1010年代 \| 1020年代 \| 1030年代 \| 1040年代 \| 1050年代 \| 1060年代                           |
| 年份： | 1025年 \| 1026年 \| 1027年 \| 1028年 \| 1029年 \| 1030年 \| 1031年 \| 1032年 \| 1033年 \| 1034年 \| 1035年 |
| 纪年： | 庚午年（马年）；契丹太平十年；北宋天圣八年；大理正治四年；兴辽天慶二年；越南天成三年；日本長元三年         |

## 大事记
- 7月29日——原挪威國王奧拉夫二世試圖返國奪回王位時，於特隆赫姆北部小鎮斯蒂克萊斯塔德與丹麥國王克努特大帝的支持者爆發斯蒂克萊斯塔德戰役，奧拉夫二世戰敗陣亡。

## 出生
- 王韶，北宋名将（1081年去世，51岁）

## 逝世
- 7月29日——圣奥拉夫二世·哈拉尔松，挪威国王